# راشيل هاريل
راشيل هاريل (بالهولندية: Didi Roos)‏ هي مقاومة هولندية، ولدت في 13 أبريل 1923 في روتردام في هولندا، وتوفيت في 16 نوفمبر 1989 في هرتسليا في إسرائيل.